# Menkare
Menkare var en relativt okänd farao som endast nämns i Abydoslistan och på ett fåtal cylindersigill som den andra kungen under 8:e dynastin. 